# CB Bahía San Agustín
El Club Baloncesto Imprenta Bahía o Fibwi Palma por motivos de patrocinio, es un club de baloncesto que compite en la Primera FEB, la segunda categoría de España. Tiene su sede en la ciudad de Palma de Mallorca (Baleares) y disputa sus partidos en el Palacio Municipal de Deportes Son Moix, que dispone de un aforo de unos 3900 espectadores desde su última reforma en 2014.

En enero de 2019 contaba con 1890 socios o abonados, la mejor cifra de su historia.

## Instalaciones
Las instalaciones que utiliza el club para todos sus equipos, incluyen el polideportivo Toni Servera de El Arenal, pabellón Son Verí, pista municipal Borja Moll, colegio San Agustín de Palma y el Palacio Municipal de Deportes Son Moix en Palma de Mallorca. Todos los partidos, a excepción del equipo de categoría Segunda FEB, se disputan en el Polideportivo Municipal Toni Servera de El Arenal.

## Historia
El CB Imprenta Bahía fue creado en el verano de 1982 por el actual presidente Guillem Boscana, un empleado de la caja de ahorros La Caixa, para jugar en la competición Inter-Bancos. Ese año la liga se redenominó como Empresas, y el equipo permaneció en ella durante dos temporadas. El tercer año de existencia compitió ya en la categoría 2ª Autonómica y logró participar en el Campeonato de Baleares.
El cuarto año creó un equipo junior masculino y el primer equipo femenino, que se inició en la categoría Autonómica Femenina. Ese año el club se mudó al colegio C.P. Son Veri, donde mantuvo su sede durante más de diez años hasta su traslado al Polideportivo Toni Servera.
Paralelamente, el Club de Bàsquet San Agustín fue fundado en septiembre de 1972 por el padre agustino Manuel Carreño. En el año 1998 el club comenzó a formar los primeros equipos femeninos.
En la temporada 2004-2005 se estableció un convenio entre el Imprenta Bahía y el Club San Agustín, para que las jugadoras de este último pudiesen jugar en categoría sénior. Esta colaboración fue ampliándose en las siguientes temporadas hasta que en 2007 se fusionaron los dos clubes, pese a ello, cada equipo original mantenía su equipación, no fue hasta la temporada 2008-2009 que se decidió compartir equipación, estructura y escudo.
El primer equipo jugó hasta su ascenso en 2014 a la categoría LEB Oro en el Polideportivo Municipal Toni Servera de El Arenal, con una capacidad de unas mil personas.

## Denominaciones
- Aqua Mágica s'Arenal (2005-2006)
- Palma Playa Park (2006-2009)
- Palma Bàsquet (2009-2010)
- Platja de Palma (2010-2012)
- Palma Air Europa (2012-2017)
- Iberostar Palma (2017-2018)
- Iberojet Palma (2018-2019)
- B the travel brand Mallorca Palma (2019-2020)
- Palmer Alma Mediterránea Palma (2020-2022)
- Fibwi Palma (2022-)

## Trayectoria
| Temporada | Nivel | División     | Pos. | Postemporada                 | TR    | PO    | Copa        | Copa |
| --------- | ----- | ------------ | ---- | ---------------------------- | ----- | ----- | ----------- | ---- |
| 2005-06   | 5     | 1.ª División | 1.º  | Ascenso                      | 24-2  | –     | –           | –    |
| 2006-07   | 4     | Liga EBA     | 12.º | –                            | 7-19  | –     | –           | –    |
| 2007-08   | 5     | Liga EBA     | 3.º  | Fase final (8.º)             | 18-10 | 2-1   | –           | –    |
| 2008-09   | 5     | Liga EBA     | 2.º  | Fase final (7.º)             | 23-7  | 2-1   | –           | –    |
| 2009-10   | 4     | Liga EBA     | 3.º  | Octavos final (11.º)         | 18-8  | 2-2   | –           | –    |
| 2010-11   | 4     | Liga EBA     | 1.º  | Cuartos final/ Ascenso(2º)   | 24-2  | 3-1   | –           | –    |
| 2011-12   | 4     | Liga EBA     | 1.º  | Cuartos final (2.º)/ Ascenso | 17-5  | 3-1   | –           | –    |
| 2012-13   | 3     | LEB Plata    | 5.º  | Final (2.º)/ Ascenso         | 11-9  | 7-3   | –           | –    |
| 2013-14   | 3     | LEB Plata    | 3.º  | Final (3.º)                  | 16-8  | 5-4   | –           | –    |
| 2014-15   | 2     | LEB Oro      | 5.º  | Cuartos final (6.º)          | 16-12 | 0-2   | –           | –    |
| 2015-16   | 2     | LEB Oro      | 10.º | –                            | 14-16 | –     | –           | –    |
| 2016-17   | 2     | LEB Oro      | 8.º  | Cuartos final (8.º)          | 19-15 | 2-3   | –           | –    |
| 2017-18   | 2     | LEB Oro      | 13.º | –                            | 13-21 | –     | –           | –    |
| 2018-19   | 2     | LEB Oro      | 3.º  | Final (3.º)                  | 22-12 | 4-3   | –           | –    |
| 2019-20   | 2     | LEB Oro      | 7.º  | –                            | 15-9  | –     | –           | –    |
| 2020-21   | 2     | LEB Oro      | 7.º  | Cuartos final (7.º)          | 15-13 | 1-2   | –           | –    |
| 2021-22   | 2     | LEB Oro      | 17.º | Descenso                     | 10-24 | –     | –           | –    |
| 2022-23   | 3     | LEB Plata    | 5.º  | Cuartos final (7.º)          | 16-10 | 3-1   | –           | –    |
| 2023-24   | 3     | LEB Plata    | 10.º | PO Permanencia               | 10-16 | 2-0   | –           | –    |
| 2024-25   | 3     | Segunda FEB  | 3.º  | Semifinal (3.º)/ Ascenso     | 17-9  | 3-1-2 | Copa España | FG   |

## Palmarés
- Campeón Liga Regular Grupo E Liga EBA - 2010-11, 2011-12
- Segundo Liga Regular Grupo E Liga EBA - 2008-09
- Segundo Liga EBA - 2010-11, 2011-12
- Segundo LEB Plata - 2012-13
- Tercero Liga Regular Grupo E Liga EBA - 2007-08, 2009-10
- Tercero LEB Plata - 2013-14
- Tercero LEB Oro - 2018-19

## Categorías inferiores
El club tiene 25 equipos base para formar jugadores, desde iniciación al baloncesto hasta júnior. En total el club lo forman unos 300 jugadores y 60 técnicos entre entrenadores, ayudantes y delegados.